# Tveta kyrka, Småland

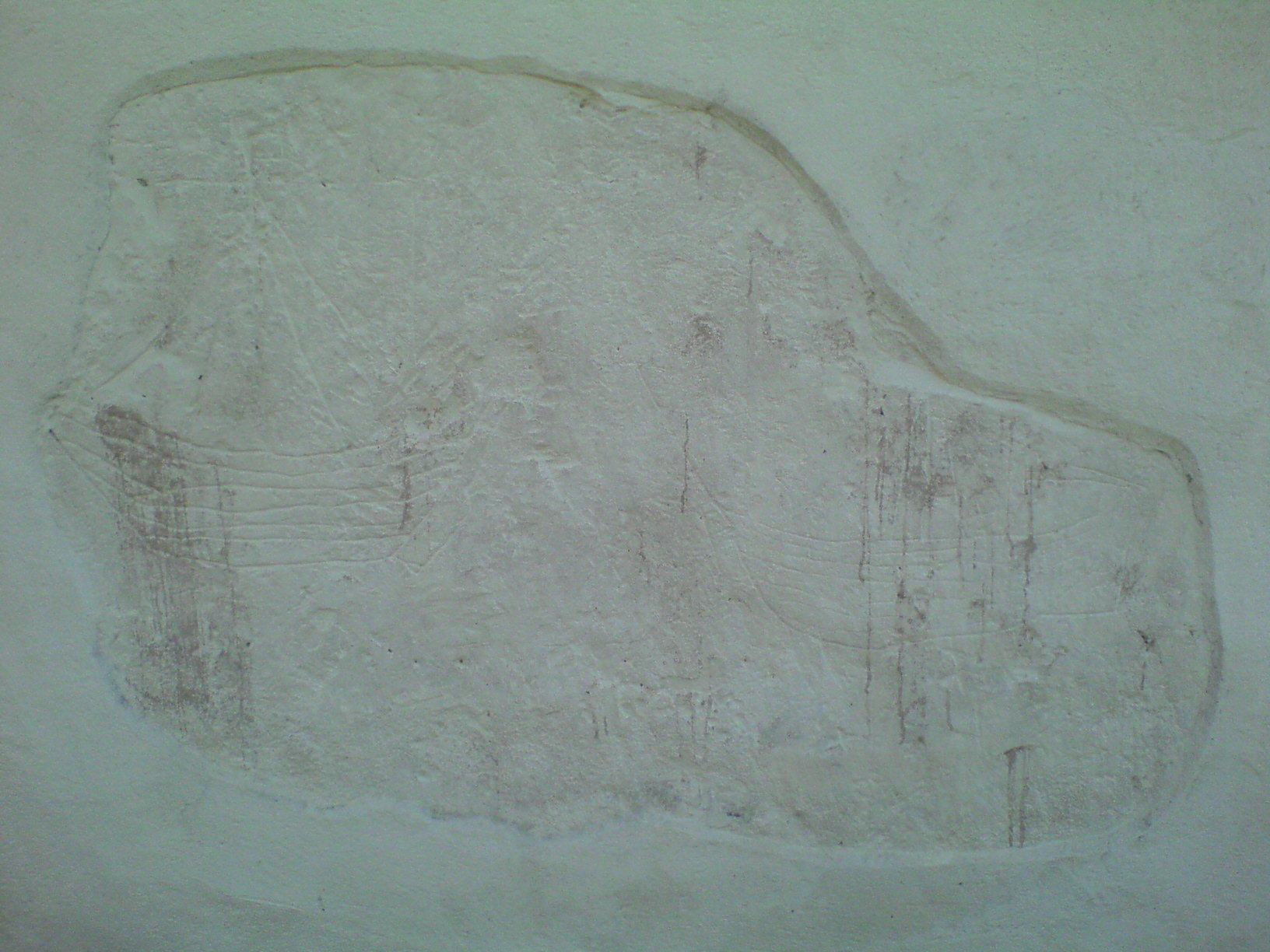
Skeppsristningar på Tveta kyrka

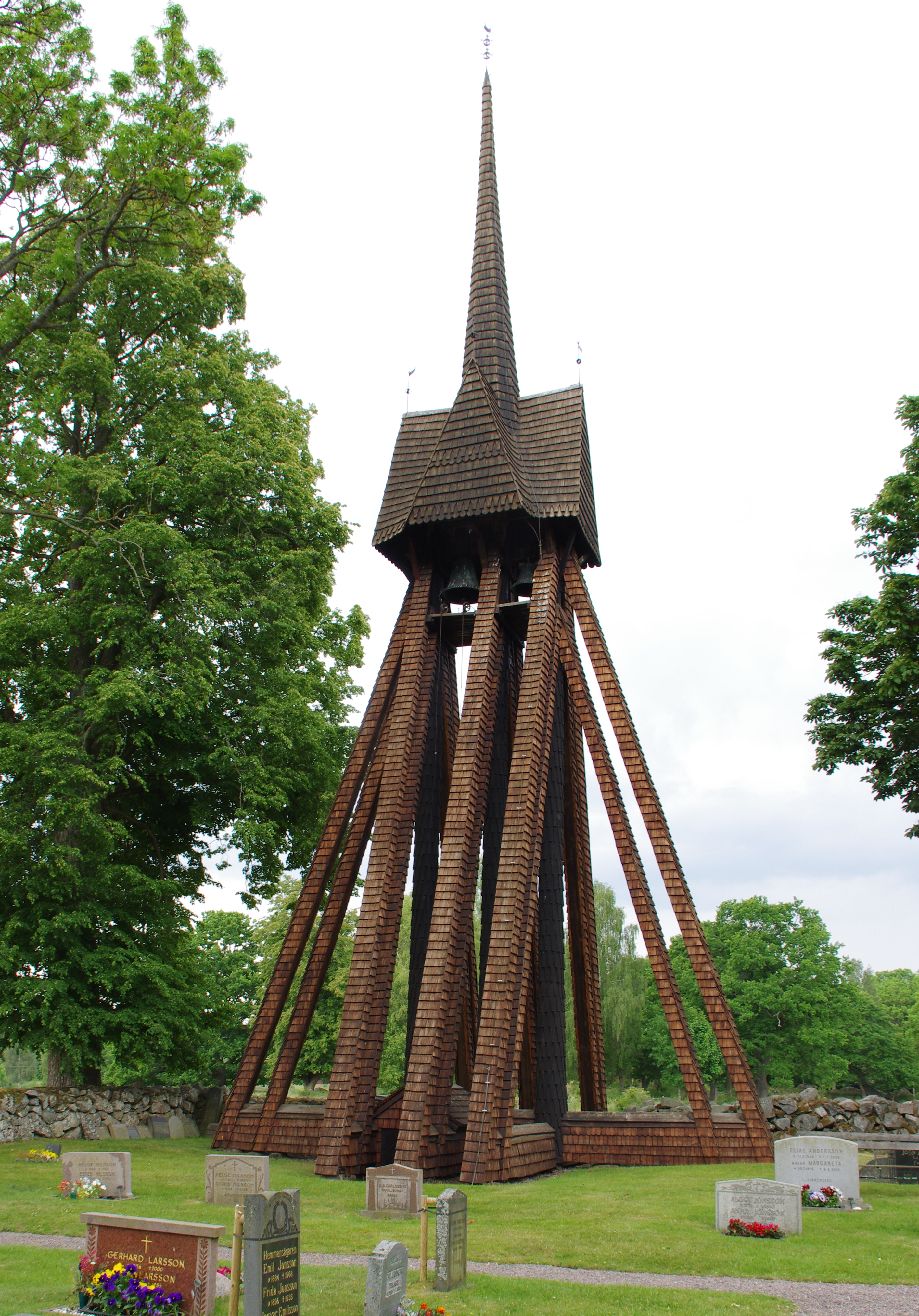
Klockstapeln efter renovering 2016

Tveta kyrka är en kyrkobyggnad utanför Mörlunda i Linköpings stift. Den är församlingskyrka i Mörlunda-Tveta församling.

## Kyrkobyggnaden
Långhuset är från 1100-talet men vapenhuset i timmer från 1600-talet. Sakristia i sten och kor i timmer tillkom 1726. Klockstapeln är uppförd 1662. Vapenhuset vid kyrkans västra gavel anses också vara från 1600-talet. På kyrkans yttre norra fasad finns två stora skeppsristningar föreställande koggar från medeltiden, återupptäckta vid en restaurering av fasaden sommaren 1993. Dessa härrör från den tid då den närbelägna Emån var segelbar ända till trakterna av Mörlunda. Man har ristat i den våta putsen och kan med hänsyn till skeppstypen datera kyrkans första puts till århundradena kring 1200- och 1300-talet. Ristningarna är utförda i tämligen naiv stil av lekmän, men med detaljkunskap om skeppsbygge. Vid de danska truppernas härjningar år 1567 blev kyrkan utplundrad och svårt skadad. Från början hade kyrkan små, högt sittande fönsteröppningar. Vid en stor ombyggnad år 1726 fick kyrkan de nuvarande höga fönstren. Samtidigt byggdes det femkantiga koret i timmer, som bekläddes med tjärade spån. Mellan 2013 och 2016 renoverades klockstapeln, varvid samtliga långa snedsträvor byttes ut och fick ny spånbeklädnad som sedan tjärades. De tre centrala pelarna lämnades orörda.

## Inventarier
Kyrkans äldsta inventarier är två helgonfigurer i trä: S:t Mikael från 1200-talet och S:ta Maria från 1400-talet, samt en järnklädd kyrkdörr, numera som dörr till sakristian.

### Orgel
- 1867 byggde Carl Johannes Carlsson, Virestad, en orgel med 8 stämmor.
- 1944 byggde Åkerman & Lund Orgelbyggeri, Sundbyberg, en pneumatisk orgel.

| Huvudverk I  | Svällverk II        | Pedal       | Koppel   |
| Principal 8’ | Rörflöjt 8’         | Subbas 16’  | I/P      |
| Gedackt 8’   | Salicional 8’       | Koralbas 8’ | II/P     |
| Oktava 4’    | Gemshorn 4’         | Oktavbas 4' | II/I     |
| Mixtur 3 ch  | Gemshornskvint 2⁄3’ |             | II 4'/I  |
|              | Blockflöjt 2'       |             | II 16'/I |
|              | Tremulant           |             | II 4'/P  |

- 1991 ersattes denna av en elektronisk orgel placerad bakom den gamla fasaden.